# Code Girls (Zweiter Weltkrieg)

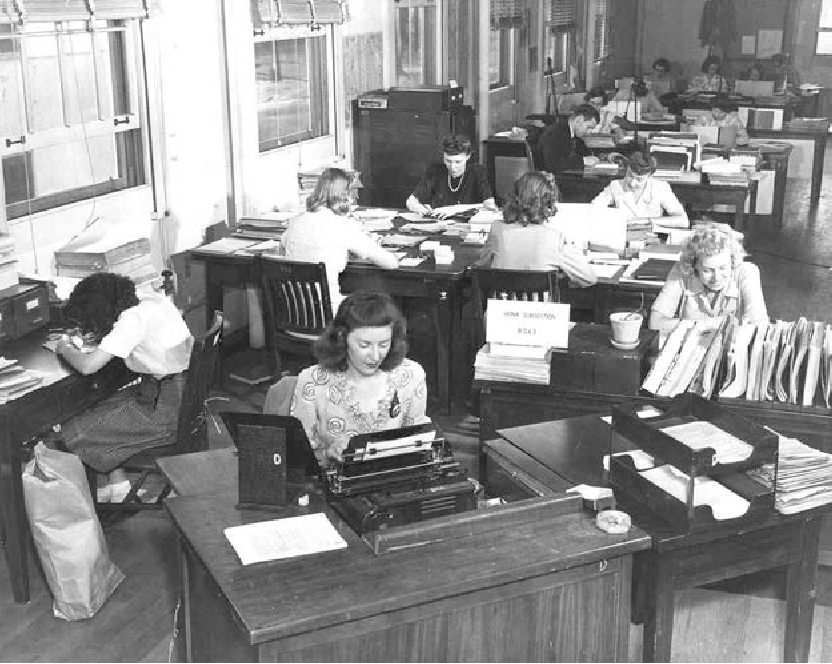
Code girls des SIS bei der Arbeit in Arlington Hall (ca. 1944). Am rechten Bildrand: Ann Caracristi, die spätere stellvertretende Direktorin der NSA.

Code Girls (deutsch „Code-Mädchen“) ist eine ehrende Bezeichnung für die mehr als 10.000 Frauen, die während des Zweiten Weltkriegs als Kryptoanalytikerinnen (englisch codebreakers) für die Streitkräfte der Vereinigten Staaten (U.S. Army und U.S. Navy) gedient und im Geheimen daran gearbeitet haben, die Verschlüsselungsverfahren der Achsenmächte zu brechen.

## Geschichte

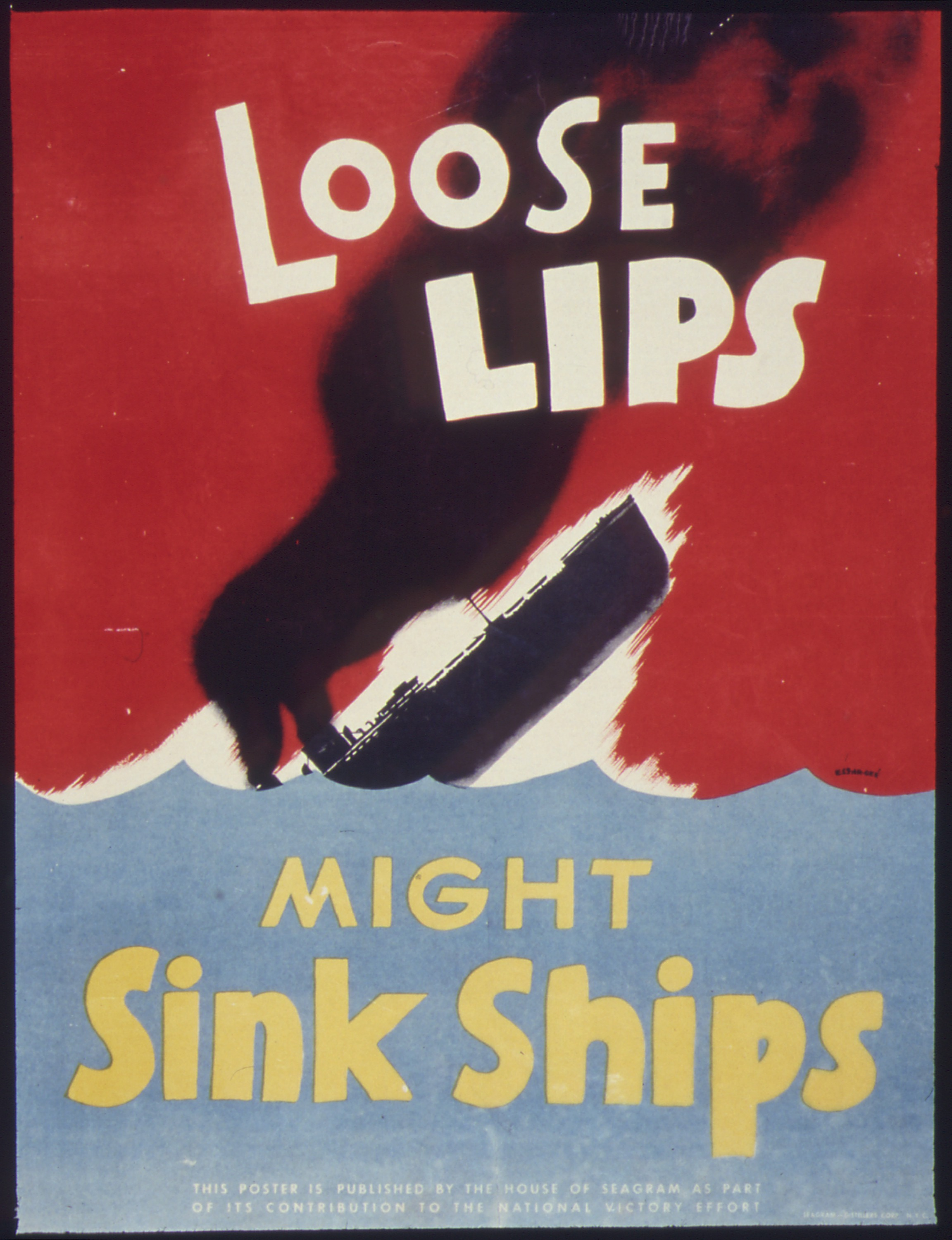
Die Redewendung „Loose lips sink ships“ auf diesem Plakat aus dem Krieg in leichter Abwandlung.

Mit ihren Leistungen und ihrem unermüdlichen Einsatz haben diese Frauen einen wichtigen Beitrag zu den alliierten Kriegsanstrengungen geliefert und entscheidend dazu beigetragen, zahlreiche deutsche, italienische und japanische Codes und Chiffren zu entziffern. Damit halfen sie, unzählige Leben zu retten, den Krieg zu verkürzen und zu gewinnen.
Aufgrund der Verpflichtung zur strikter Geheimhaltung, die auch nach dem gewonnenen Krieg weiter galt, blieben ihre Leistungen lange unbekannt und vielen von ihnen wurde zu Lebzeiten die Ehrung verwehrt, die sie zweifellos verdient hatten. Sie gehorchten der englischen Redewendung: „Loose lips sink ships“. Frei übersetzt „Reden ist Silber, Schweigen ist Gold“, hier jedoch durchaus wörtlich zu interpretieren: „Lose Lippen versenken Schiffe.“

## Namen
Stellvertretend für die vielen Tausende, können einige Namen genannt werden wie:
- Mary Hughes Budenbach (1914–2005)
- Ann Caracristi (1921–2016)
- Joan Clarke (1917–1996)
- Margaret Crosby (1901–1972)
- Agnes Meyer Driscoll (1889–1971)
- Genevieve Grotjan Feinstein (1913–2006)
- Elizebeth Smith Friedman (1892–1980)